# Wysoki krzyż

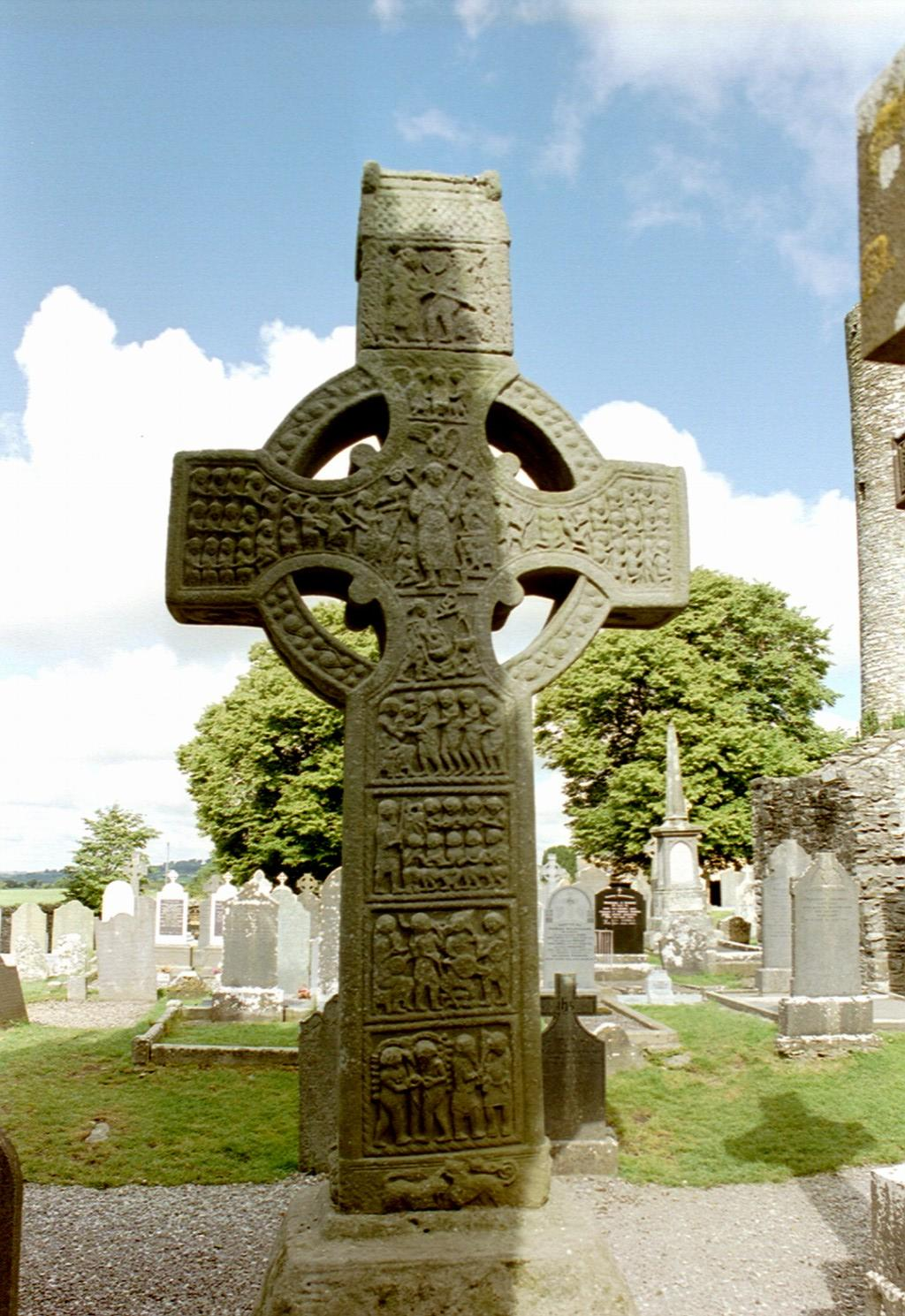
Wysoki krzyż (Krzyż Muiredacha) stojący w Monasterboice w Irlandii

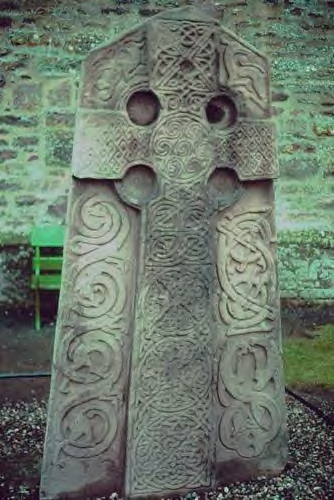
Wysoki krzyż (The Kirkyard Stone) stojący w Aberlemno w Szkocji

Wysoki krzyż (irl.: ardchros, gael-szk.: crois, Ard-chrois, wal.: Croes uchel, Croes eglwysig) – wolnostojący krzyż chrześcijański wykonany z kamienia i często bogato zdobiony. 
Tradycja wznoszenia dużych kamiennych krzyży istniała we wczesnym średniowieczu w Irlandii i Wielkiej Brytanii. Krzyże te najczęściej były ustawiane na zewnątrz budynków. Zwyczaj ten prawdopodobnie rozwinął się z wcześniejszych tradycji, w których wykorzystywano drewno, być może z metalowymi dodatkami, zaś wcześniej z pogańsko-celtyckich kamieni pamiątkowych. Najwcześniejsze przykłady zachowanych krzyży pochodzą z terytorium anglosaskiego królestwa Nortumbrii, w której irlandzcy misjonarze szerzyli chrześcijaństwo, ale niejasnym pozostaje, czy forma została opracowana w Irlandii czy w Wielkiej Brytanii.